# Могойто
Мого́йто (бур. Могойто — змеиное [место]) — село в Курумканском районе Бурятии. Административный центр сельского поселения «Могойто».

## География
Расположено на левом берегу реки Баргузин, в 22 км северо-восточнее районного центра, села Курумкан, на автодороге местного значения Сахули — Аргада.

## Население
| 2002 | 2010 | 2012 | 2013 | 2014 | 2015 | 2016 |
| ---- | ---- | ---- | ---- | ---- | ---- | ---- |
| 1097 | ↘997 | ↗998 | ↘988 | ↘985 | ↘959 | ↘937 |
| 2017 | 2018 | 2019 | 2020 | 2021 | 2023 | 2024 |
| ↘930 | ↘904 | ↗914 | ↘887 | ↗933 | ↘916 | ↘902 |

## Инфраструктура
Средняя общеобразовательная школа, детский сад, Дом культуры, фельдшерско-акушерский пункт